# Logo (Nachrichtensendung)

Logo von 2009 bis 2021

Logo (eigene Schreibweise: logo!) ist eine vom ZDF produzierte Nachrichtensendung für Kinder, die aktuell im Kindersender KiKA ausgestrahlt wird. Für die Sendung wendet das ZDF jährlich rund fünf Millionen Euro auf.

## Geschichte
Die britische BBC sendet bereits seit 1972 die Kindernachrichten Newsround. 1981 startete der niederländische Sender NOS die Kindernachrichten Jeugdjournaal. Beide Sendungen nahm sich das ZDF zum Vorbild. Nach einer dreimonatigen Probephase ab dem 25. Januar 1988 startete am 9. Januar 1989 im ZDF die erste Kindernachrichtensendung im Fernsehen in Deutschland. Die Sendung wurde von der ZDF-Redakteurin und späteren ZDF-Hauptredaktionsleiterin Susanne Müller entwickelt.
Bis 1998 lief die Sendung ausschließlich im Nachmittagsprogramm des ZDF, das damals zu dieser Sendezeit auch andere Kinder- und Jugendsendungen ausstrahlte. Nach dem Start von KiKA 1997 wurde logo! eine Zeit lang gleichzeitig auch dort ausgestrahlt, bis das ZDF werktags sein Sendeschema am Nachmittag umstellte und zusammen mit logo! die meisten Kindersendungen in den Spartenkanal KiKA verschob.
Aufgrund der Aufschiebung des Sendeschlusses von 19:00 Uhr auf 21:00 Uhr im Jahr 2003, erfolgte die Abendausgabe um 19:50 Uhr. Die Nachmittagsausgabe ergänzte ab dem 26. März 2007 um 16:50 Uhr den bis dahin einzigen Sendeplatz um 19:50 Uhr. Später kam eine Mittagsausgabe um 14:08 Uhr hinzu und die Nachmittagsausgabe wurde auf 16:15 Uhr vorverlegt. Inzwischen wurden Mittags- und Nachmittagsausgaben eingestellt. Seit 2010 wird logo! an allen Tagen der Woche bei KiKA ausgestrahlt, vorher nur montags bis freitags.
Am 30. April 2021 startete der YouTube-Kanal logo! news:date, der bis Ende des Jahres einmal wöchentlich aktuelle Themen aus einer Pro- und Contra-Perspektive diskutierte. Moderiert wurde der Kanal von Tim Schreder und Jennifer Sieglar. Für die ältere Zielgruppe ist logo! weiterhin auf YouTube präsent und seit mehreren Jahren bereits auf Instagram.
Im Oktober 2022 startete außerdem auf dem TikTok-Account un.logo! ein Format, das Nachrichten auf humoristische Art für Jugendliche aufbereitet. Das Gesicht dieses Kanals ist die Journalistin und Schauspielerin Bianca Olek.

## Moderatoren und Reporter

### Derzeitige Moderatoren
Alle Moderatoren sind auch als Reporter aktiv.
| Name              | Einstieg                        | Bemerkung                                                     |
| ----------------- | ------------------------------- | ------------------------------------------------------------- |
| Linda Joe Fuhrich | Oktober 2012 bis 2013 Juli 2014 | dazwischen als Reporterin aktiv                               |
| Sherif Rizkallah  | März 2019                       |                                                               |
| Maral Bazargani   | April 2023                      | Juni 2020 bis März 2023 Vertretung, seit Juni 2018 Reporterin |
| Johannes Holbein  | Dezember 2023                   | Vertretung, seit Juni 2023 Reporter                           |
| Lotte Glatt       | August 2024                     | seit August 2022 Reporterin                                   |
| Teresa Betz       | Juni 2025                       | Vertretung, seit Januar 2021 Reporterin                       |

### Derzeitige Reporter
| Name              | Einstieg    |
| ----------------- | ----------- |
| Magdalena Gutsche | August 2020 |
| Isabelle Ihden    | März 2025   |

### Ehemalige Moderatoren und Reporter
| Name                 | Einstieg  | Ausstieg  | Tätigkeit                          |
| -------------------- | --------- | --------- | ---------------------------------- |
| Peter Hahne          | 1988      | 1989      | Moderator                          |
| Claudia Siebert      | 1988      | 1991      | Moderatorin                        |
| Dirk Chatelain       | 1989      | 1991      | Moderator                          |
| Barbara Biermann     | 1988      | 1992      | Moderatorin                        |
| Willi Waschull       | 1990      | 1992      | Moderator                          |
| Benno Schick         | 1991      | 1992      | Moderator                          |
| Ulrike Angermann     | 1988      | 1994      | Moderatorin                        |
| Isabel Schayani      | 1992      | 1994      | Moderatorin                        |
| Gregor Steinbrenner  | 1994      | 1995      | Reporter                           |
| Frank Beckmann       | 1990      | 1996      | Moderator                          |
| Alexander Antoniadis | 1992      | 1998      | Moderator                          |
| Verena Egbringhoff   | 1994      | 1998      | Moderatorin                        |
| Antje Pieper         | 1994      | 1999      | Moderatorin                        |
| Georg Bussek         | 1996      | 2000      | Moderator                          |
| Helen Wild           | 1996      | 2001      | Moderatorin                        |
| Yve Fehring          | 1999      | 2004      | Moderatorin                        |
| Sven Voss            | 1999      | 2007      | Reporter                           |
| Eric Mayer           | 2006      | 2008      | Reporter                           |
| Andreas Korn         | 1999      | 2010      | Moderator                          |
| Kim Adler            | 1998      | 2011      | Moderator                          |
| Jule Gölsdorf        | 2003      | 2012      | Moderatorin                        |
| Swantje Zorn         | 2009      | 2012      | Reporterin                         |
| Anja Roth            | 2004 2013 | 2012 2014 | Moderatorin                        |
| Tim Niedernolte      | 2010      | 2014      | Moderator                          |
| Mirko Drotschmann    | 2014      | 2017      | Reporter, Vertretungsmoderator     |
| Dilek Üşük           | 2017      | 2020      | Reporterin, Vertretungsmoderatorin |
| Jennifer Sieglar     | 2012      | 2023      | Moderatorin                        |
| Tim Schreder         | 2011      | 2024      | Moderator                          |
| Simone Klein         | 2016      | 2024      | Reporterin                         |

## Sendung

### Sendezeit
logo! wird samstags bis donnerstags um 19:50 Uhr und freitags um 19:25 Uhr bei KiKA live gesendet. Die Wiederholung vom Vortag wird montags bis freitags um 11 Uhr sowie am Wochenende um 6 Uhr bei KiKA gezeigt. Die Sendungen der vergangenen Woche kann man sich auch als Podcast herunterladen oder in der ZDFmediathek ein Jahr lang abrufen.
Die Sendung ist etwa zehn Minuten lang (freitags rund fünf Minuten). logo! berichtet über aktuelle politische Themen, erklärt Zusammenhänge und Hintergründe. logo! bringt außerdem Beiträge über sportliche oder gesellschaftliche Ereignisse und viele Berichte über Kinder, ihre speziellen Interessen und über Aktionen für und von Kindern.

### Nachrichtenstudio

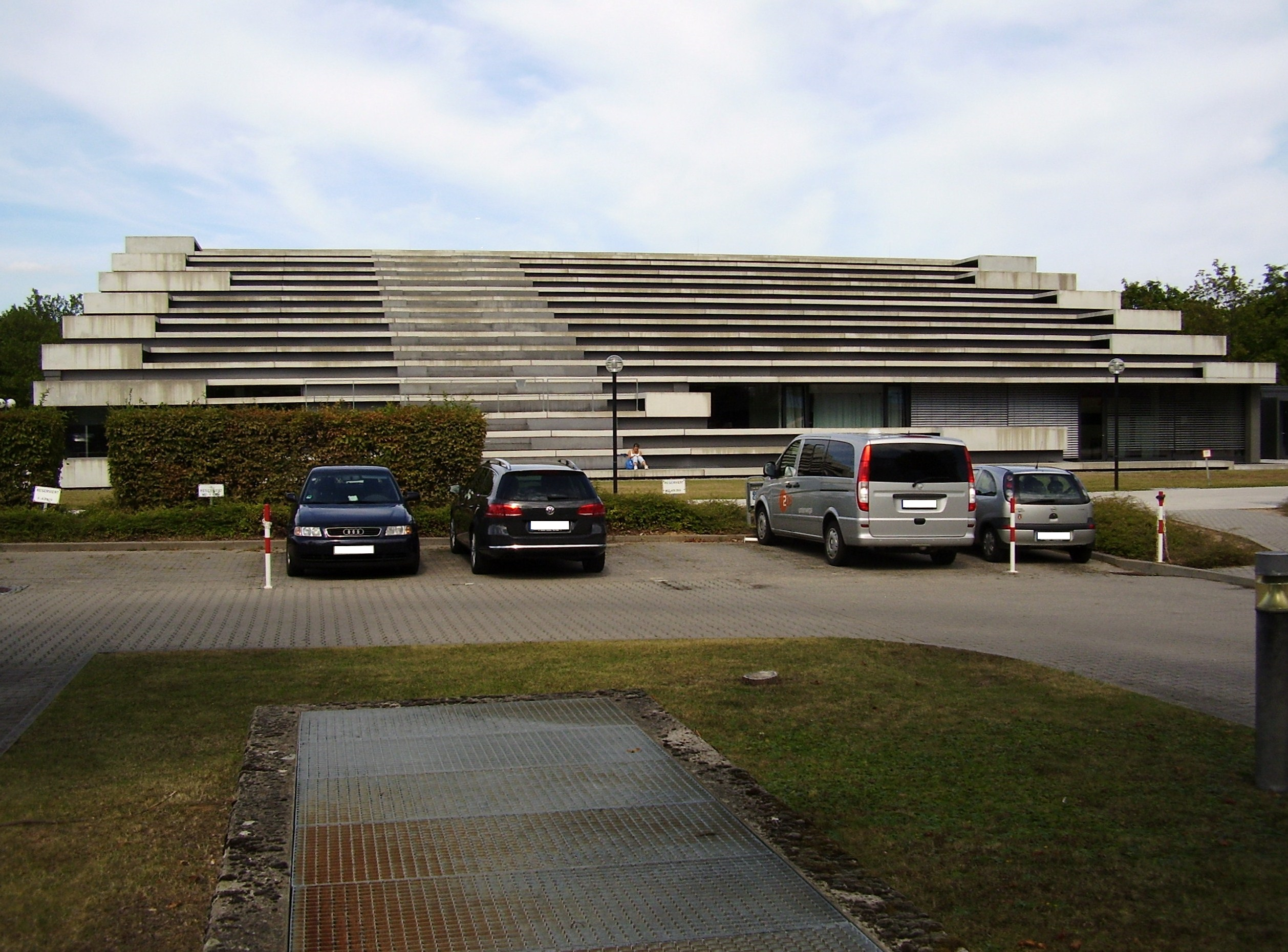
Das ZDF-Nachrichtenstudio in Mainz-Lerchenberg

Das logo!-Studio befand sich in den ersten Jahren in einer realen Kulisse. Der Moderator stand an einem Pult, seitlich hinter ihm wurde das Themenbild eingeblendet. Das Design der Sendung wurde häufiger überarbeitet und weiterentwickelt. Zunächst war der Hintergrund einfarbig, später kamen bunte und schwarz-weiße Streifen dazu. Mitte der 1990er-Jahre wurde die Studiokulisse erweitert und es kam ein Sofa im Zebra-Look hinzu, von dem aus die leichteren Themen moderiert wurden. Ein Nachbau dieses Studios war 2005 und 2006 mit der Ausstellung „ZDF tivi. Tabaluga, Löwenzahn & Co. So wird Fernsehen gemacht.“ zu sehen. In diesem Studio konnte man seine eigene Sendung moderieren. Das Thema des von Kim Adler moderierten Beitrags war ein Storch, der auf einem Golfplatz sein Nest gebaut hat, Golfbälle klaut und versucht, die Bälle auszubrüten.
Am 18. Juni 2007 wurde die Nachrichtensendung zum ersten Mal im Breitbildformat 16:9 produziert und ausgestrahlt. Zudem wurde das Design der Sendung der verwendeten Fernsehtechnik angepasst. Dazu wurde logo! erstmals vor einem Bluescreen aufgenommen.
Seit dem 19. September 2009 sendet logo! aus dem neuen ZDF-Nachrichtenstudio (Studio N1 und N2), in dem alle ZDF-Nachrichtensendungen produziert werden. Im Zuge dessen bekam die logo!-Sendung ein komplett neues Design, auch um die neue virtuelle Fernsehtechnik nutzen zu können. Das Sendungslogo, der Studiohintergrund, die Grafikfiguren für die sogenannten Erklärstücke sowie die Sendungsmusik bekamen ein völlig neues Erscheinungsbild. Das 2002 eingeführte Maskottchen der Sendung, das Zebra Gunnar, fiel ersatzlos weg.
Das gelbe Design wurde zum 19. Juli 2021 aufgegeben, da das ZDF das Nachrichtenstudio in Mainz-Lerchenberg umgebaut hat. Dies betrifft auch die Sendung logo!. Im Gegensatz zu den ZDF-Hauptnachrichten wird nicht am Tisch, sondern an einem virtuellen Globus im Raum moderiert. Wird ein Beitrag anmoderiert, erscheint stattdessen im Hintergrund ein zum Thema passendes Bild.
Seit 2002 sind die logo!-Kinderreporter im Einsatz. Hierbei fungieren unter Anleitung eines Redakteurs Kinder als Reporter zu unterschiedlichen Themen, die sie nach Angaben der Sendung selbst interessieren. logo! legt Wert darauf, dass die Kinder größtenteils selbst mitentscheiden dürfen, wie sie sich den Beitrag vorstellen, indem sie z. B. alle Fragen, die sie stellen, selbst vorbereiten. Seit 2009 gibt es zudem die Rubrik „Die Großen der Welt“. In dieser Reihe interviewen die logo!-Kinderreporter verschiedene Prominente (wie z. B. Lina Larissa Strahl oder die Sportlerin Malaika Mihambo).
Das Logomobil
Das Logomobil war in den Sommermonaten von 1989 und 1990 ein Ableger von logo! für das Sommerferienprogramm des ZDF, in dem von unterschiedlichen Orten über aktuelle Themen der Woche berichtet wurde. Man benutzte einen Reisebus, in dem auch ein Schnittplatz zur Fertigstellung der Beiträge untergebracht war. Seit 1991 war das logo!mobil, ein Kleinbus im logo!-Design, für die logo!-Redezeit im Einsatz. Kindern wurde damit bei der Lösung eines aktuellen Problems geholfen.

### Schwerpunkt- und Sondersendungen
| Jahr | Titel | Moderation                                              |
| ---- | --- | ------------------------------------------------------- |
| 1996 | 10 Jahre nach der Nuklearkatastrophe von Tschernobyl | v. O. Georg Bussek                                      |
| 1998 | logo!-Schwerpunkt: 50 Jahre Israel | v. O. Helen Wild                                        |
| 1999 | logo!-Schwerpunkt: Hilfskonvoi für das Kosovo |                                                         |
| 1999 | logo!-Schwerpunkt: Südafrika |                                                         |
| 2000 | logo!-Schwerpunkt: Nationalsozialismus | Yve Fehring                                             |
| 2001 | logo!-Schwerpunkt: Eine Mauer mitten durch Berlin | Andreas Korn                                            |
| 2001 | logo!-Schwerpunkt: Terror gegen die USA | v. O. Sven Voss                                         |
| 2002 | logo!-Schwerpunkt zum Amoklauf von Erfurt |                                                         |
| 2002 | logo! extra: Nie wieder Krieg – Kinder in Sierra Leone | v. O. Kim Adler                                         |
| 2003 | logo!-Fragestunde für Kinder mit Bundeskanzler Gerhard Schröder: Du fragst. Der Bundeskanzler antwortet.                                                                                      | Andreas Korn                                            |
| 2004 | logo!-Schwerpunkt zur EU-Erweiterung 2004 |                                                         |
| 2004 | logo! extra: Mission Europa | Kim Adler                                               |
| 2005 | logo!-Schwerpunktberichterstattung zum Erdbeben im Indischen Ozean 2004 |                                                         |
| 2005 | logo! extra zur Bundestagswahl 2005 (zwei Sendungen) | Kim Adler                                               |
| 2005 | logo! extra: Erzähl mir vom Krieg – 60 Jahre nach dem Zweiten Weltkrieg | Kinderrepoterin Inga                                    |
| 2007 | logo! extra zum G8-Gipfel in Heiligendamm 2007 |                                                         |
| 2007 | logo! extra: Unser Klima – zur UN-Klimakonferenz auf Bali | Jule Gölsdorf                                           |
| 2008 | logo! extra: Ying Ying und Tianchi – Kinder in Peking zu den Olympischen Sommerspielen 2008 in Peking                                                                                         | v. O. Kim Adler                                         |
| 2008 | logo!-Schwerpunkt zur Präsidentschaftswahl in den Vereinigten Staaten 2008 |                                                         |
| 2008 | logo! extra: USA vor der Wahl – Wer wird der mächtigste Mann der Welt? | v. O. Andreas Korn                                      |
| 2009 | logo! extra zum Amoklauf an einer Realschule in Winnenden bei Stuttgart | Kim Adler                                               |
| 2009 | logo! extra: 20 Jahre Kinderrechte |                                                         |
| 2009 | logo! extra: Als die Mauer fiel – zu 20 Jahre Mauerfall | Kinderreporter Kaja und Hendrik                         |
| 2009 | logo! extra: Deutschland hat gewählt – zur Bundestagswahl 2009 | Anja Roth                                               |
| 2009 | logo! extra: Kinderreporterin Gina trifft Bundespräsident Horst Köhler | Kinderreporterin Gina                                   |
| 2009 | logo! extra: Kinderreporter treffen die Großen der Welt | Kim Adler                                               |
| 2009 | logo! – Der Kandidaten-Check: Kinderreporter fragen Spitzenpolitiker |                                                         |
| 2010 | logo! extra: Sexueller Missbrauch – zum Runden Tisch Sexueller Kindesmissbrauch in Abhängigkeits- und Machtverhältnissen in privaten und öffentlichen Einrichtungen und im familiären Bereich | Anja Roth                                               |
| 2010 | logo! extra zur Fußball-Weltmeisterschaft 2010 |                                                         |
| 2010 | logo! extra: Haiti nach dem Beben – zum Erdbeben in Haiti 2010 | v. O. Anja Roth                                         |
| 2010 | logo! extra: Kinderreporter treffen die Großen der Welt 2010 | Kim Adler                                               |
| 2011 | logo!-Schwerpunktberichterstattung zu Zaatari, einem der größten Lager für syrische Flüchtlinge in Jordanien                                                                                  | v. O. Tim Niedernolte                                   |
| 2011 | logo! extra: Japan – Eure Fragen zur Nuklearkatastrophe von Fukushima | Kim Adler                                               |
| 2011 | logo! extra: Kinderreporter treffen die Großen der Welt 2011 | Kim Adler                                               |
| 2012 | logo! extra: Japan – Ein Jahr danach zur Nuklearkatastrophe von Fukushima | v. O. Monika und Jule Gölsdorf                          |
| 2012 | logo! extra: Kinderreporter treffen die Großen der Welt 2012 | Anja Roth                                               |
| 2013 | logo! extra: Wer wird Chef(in) von Deutschland? – zur Bundestagswahl 2013 aus dem ZDF-Hauptstadtstudio                                                                                        | Tim Niedernolte und Jennifer Sieglar                    |
| 2013 | logo! extra: Kinderreporter treffen die Großen der Welt 2013 | Jennifer Sieglar                                        |
| 2014 | logo! extra: Fünf Jahre Kinderreporter treffen die Großen der Welt | Tim Niedernolte und Kinderreporterin Sieba              |
| 2014 | logo! extra: Brasilien vor der WM – zur Fußball-Weltmeisterschaft 2014 | v. O. Tim Schreder                                      |
| 2014 | logo! extra: 1. Weltkrieg – 100 Jahre danach zum Ersten Weltkrieg | Tim Schreder                                            |
| 2014 | logo! extra: Der Kinderrechte-Check zu 25 Jahre Kinderrechte | Linda Joe Fuhrich                                       |
| 2014 | logo! extra: Als Deutschland geteilt war – 25 Jahre nach dem Fall der Mauer – zum Jubiläum des Mauerfalls                                                                                     | Jennifer Sieglar                                        |
| 2014 | logo! extra: Kinderreporter treffen die Großen der Welt 2014 | Jennifer Sieglar                                        |
| 2015 | logo! extra: Ostern und andere Feiertage | Jennifer Sieglar                                        |
| 2015 | logo! extra: Der Kinderrechte-Check | Linda Joe Fuhrich                                       |
| 2015 | logo! extra: Pfingsten und andere Feiertage | Jennifer Sieglar                                        |
| 2015 | logo! extra: Flucht nach Europa – Hoffnung auf ein besseres Leben | v. O. Tim Schreder                                      |
| 2015 | logo! extra: Hoffen auf Hilfe – Flüchtlinge in Europa | v. O. Tim Schreder                                      |
| 2015 | logo! extra: Aus zwei wurde eins – 25 Jahre Deutsche Einheit – zum Jubiläum der Deutschen Wiedervereinigung                                                                                   | Jennifer Sieglar                                        |
| 2015 | logo! extra: Wenn das Geld nicht reicht – Kinderarmut in Deutschland – zur Kinderarmut in Deutschland                                                                                         | Linda Joe Fuhrich                                       |
| 2015 | logo! extra: Jennie und der Klimaschutz – zum Klimaschutz | Jennifer Sieglar                                        |
| 2015 | logo! extra: Weihnachten und andere Feiertage | Jennifer Sieglar                                        |
| 2016 | logo! extra: Kinderreporter treffen die Großen der Welt 2015 | Linda Joe Fuhrich                                       |
| 2016 | logo! extra: Flüchtlinge in Deutschland | Tim Schreder                                            |
| 2016 | logo! extra: Ostern und andere Feiertage | Jennifer Sieglar                                        |
| 2016 | logo! extra: Pfingsten und andere Feiertage | Jennifer Sieglar                                        |
| 2016 | logo! extra: Jennies Klima-Challenge | Jennifer Sieglar                                        |
| 2016 | logo! extra: Weihnachten und andere Feiertage | Jennifer Sieglar                                        |
| 2017 | logo! extra: Kinderreporter treffen die Großen der Welt 2016 | Linda Joe Fuhrich                                       |
| 2017 | logo! extra: Ostern und andere Feiertage | Jennifer Sieglar                                        |
| 2017 | logo! extra: Pfingsten und andere Feiertage | Jennifer Sieglar                                        |
| 2017 | logo! extra: Wer regiert Deutschland? – zur Bundestagswahl 2017 | Tim Schreder                                            |
| 2017 | logo! extra: Weihnachten und andere Feiertage | Jennifer Sieglar                                        |
| 2018 | logo! extra: Kinderreporter treffen die Großen der Welt 2017 | Jennifer Sieglar und Kinderreporterin Greta             |
| 2018 | logo! extra: Ostern und andere Feiertage | Jennifer Sieglar                                        |
| 2018 | logo! extra: Rohingya auf der Flucht – zur Fluchtbewegung der Rohingya | v. O. Jennifer Sieglar                                  |
| 2018 | logo! extra: Pfingsten und andere Feiertage | Jennifer Sieglar                                        |
| 2018 | logo! extra: Tim in Russland – zur Fußball-Weltmeisterschaft 2018 | v. O. Tim Schreder                                      |
| 2018 | logo! extra: Alles für ein Like?! – zu Sozialen Medien | Linda Joe Fuhrich                                       |
| 2018 | logo! extra: Weihnachten und andere Feiertage | Jennifer Sieglar                                        |
| 2019 | logo! extra: Kinderreporter treffen die Großen der Welt. Das Beste aus 2018 | Linda Joe Fuhrich und Kinderreporter Lotte und Johannes |
| 2019 | logo! extra: Unterwegs mit dem Bundespräsidenten (Frank-Walter Steinmeier) | Kinderreporterin Lotte                                  |
| 2019 | logo! extra: Kinder in Europa – zur Europawahl 2019 | Sherif Rizkallah                                        |
| 2019 | logo! extra: Unsere Schule – unsere Entscheidung! Die Sendung zum Mitmachen | Linda Joe Fuhrich                                       |
| 2020 | logo! extra: Kinderreporter treffen die Großen der Welt. Das Beste aus 2019 | Jennifer Sieglar und Kinderreporter Antonia und Oliver  |
| 2020 | logo! extra: Eure Fragen zum Coronavirus – zur COVID-19-Pandemie (1) | Jennifer Sieglar                                        |
| 2020 | logo! extra: Eure Fragen zum Coronavirus – zur COVID-19-Pandemie (2) | Sherif Rizkallah                                        |
| 2020 | logo! extra: Das war das Jahr 2020 | Linda Joe Fuhrich                                       |
| 2021 | logo! extra: Die Großen der Welt – Das Beste aus 2020 | Linda Joe Fuhrich und Kinderreporter                    |
| 2021 | logo! extra: Streitpunkt Schule – wie geht’s weiter? – zur COVID-19-Pandemie an den Schulen                                                                                                   | Tim Schreder                                            |
| 2021 | logo! extra: Baerbock, Laschet, Scholz – logo!-Kinderreporter treffen die Kanzlerkandidat*innen – zur Bundestagswahl 2021                                                                     | Kinderreporter Adrian und Alexander                     |
| 2021 | logo! extra: Deutschland wählt – logo! erklärt – zur Bundestagswahl 2021 | Sherif Rizkallah                                        |
| 2021 | logo! extra: Kinder auf der Flucht – Wer kümmert sich um ihre Rechte? – zum Internationalen Tag der Kinderrechte                                                                              | v. O. Sherif Rizkallah                                  |
| 2021 | logo! extra: Das war das Jahr 2021 | Tim Schreder                                            |
| 2022 | logo! extra: Die besten Promi-Interviews 2021 | Linda Joe Fuhrich und Kinderreporter Adrian und Polina  |
| 2022 | logo!-Sondersendung: Krieg in der Ukraine – Eure Fragen – zum Russischen Überfall auf die Ukraine 2022                                                                                        | Jennifer Sieglar                                        |
| 2022 | logo! extra: Ostern – zu Ostern | Sherif Rizkallah                                        |
| 2022 | logo! extra: Jüdisches Leben in Deutschland | v. O. Maral Bazargani                                   |
| 2022 | logo! extra: Pfingsten – zu Pfingsten | Sherif Rizkallah                                        |
| 2022 | logo! extra: Weihnachten – zu Weihnachten | Sherif Rizkallah                                        |
| 2023 | logo! extra: Die besten Promi-Interviews 2022 | Linda Joe Fuhrich und Kinderreporter Lia und Pascal     |
| 2023 | logo! extra: Kinder in der Ukraine – ein Jahr im Krieg – zum Jahrestag des Russischen Überfalls auf die Ukraine 2022                                                                          | v. O. Sherif Rizkallah                                  |
| 2023 | logo! extra: Sommer, Sonne, Ferien! – zum Sommer | Maral Bazargani                                         |
| 2023 | logo! extra: Reiches Deutschland – arme Kinder? – zur Kinderarmut in Deutschland | v. O. Linda Joe Fuhrich                                 |
| 2023 | logo! extra: Wenn Kinder hungern – zum Internationalen Tag der Kinderrechte | v. O. Sherif Rizkallah                                  |
| 2023 | logo! extra: Gute Nachrichten 2023 | Teresa Betz                                             |
| 2024 | logo! extra: Das große Star-Quiz | Maral Bazargani                                         |
| 2024 | logo! extra: Was geht, Europa? – zur Europawahl 2024 | v. O. Simone Klein                                      |
| 2024 | logo! extra: Wenn Kinder arbeiten – zum Internationalen Tag der Kinderrechte | v. O. Sherif Rizkallah                                  |
| 2025 | logo! extra: logo!relli – Zirkus der Stars | Linda Joe Fuhrich                                       |
| 2025 | logo! extra: Dazwischen – wo gehöre ich hin? | v. O. Maral Bazargani                                   |
| 2025 | logo! extra: Eva – als Kind in Auschwitz – zum Internationalen Tag des Gedenkens an die Opfer des Holocaust                                                                                   | v. O. Teresa Betz                                       |
| 2025 | logo! extra: Die Bundestagswahl 2025 – zur Bundestagswahl 2025 | Sherif Rizkallah und Linda Joe Fuhrich                  |
| 2025 | logo! extra: Der Zweite Weltkrieg und wir – zum 80. Jahrestag des Endes des Zweiten Weltkriegs                                                                                                | v. O. Lotte Glatt                                       |

v. O. = vor Ort
2009 wurden 20 Jahre logo! gefeiert und aus diesem Anlass wurden einige Neuerungen eingeführt, z. B. „logo!Wahlcity“ auf der logo!-Website, die Kindern einen spielerischen Zugang zum Thema Wahlen bot.
2019 wurde logo! 30 Jahre alt. Zu diesem Anlass gab es eine logo!-Tour, bei der die Sendung im Juni durch Deutschland zog und immer an einem anderen Ort sendete. Moderiert wurde zum ersten Mal seit langem wieder in Teams. Eine weitere logo!-Tour ist für September 2025 geplant.
Solche Spezialausgaben werden bei wichtigen aktuellen Ereignissen, wie der Bundestagswahl, regelmäßig ins Programm genommen. Außerdem wird an Feiertagen häufig eine Backstage-Sendung ausgestrahlt, in denen ein Blick hinter die Kulissen von logo! geworfen wird.

## Kritik
Die logo!-Sendung zu den Terroranschlägen in Paris im November 2015 rief umfangreiche Kritik hervor. Im Rahmen der Sendung wurde versucht, die Gründe für diesen und weitere Terroranschläge in Frankreich zu erklären. Der Beitrag suggeriere demnach, dass der Hass der Islamisten auf die französische Kolonialherrschaft zurückzuführen sei und impliziere daher eine Mitschuld der Franzosen am Attentat. Weitere Hintergründe und Ursachen des Islamismus sowie die Ziele der islamistischen Attentäter werden dagegen nicht weiter dargelegt. Der Beitrag wurde nach der Kritik aus der ZDF-Mediathek entfernt und soll überarbeitet werden.

## Auszeichnungen
- 1990: „logo! extra“: „Mich hat keiner gefragt“ zum Thema Mauerfall – Prix Jeunesse in der Kategorie „Information“
- 1994: Friedenspreis der Children Europe Awards für „logo!“
- 1996: „logo!“-Schwerpunkt: „10 Jahre nach Tschernobyl“ – Ökomedia-Preis
- 1997: Emil – Lobende Erwähnung für die Folge „Hongkong“
- 1999: Goldener Spatz – Preis der Kinderjury in der Kategorie Information/Dokumentation für die Sondersendung „logo: 50 Jahre Israel“
- 2000: Prix Danube für die Sondersendung „logo: 50 Jahre Israel“
- 2002: „logo!“-Kinderreporterin Sophie Conrad erhält für ihre Interviews mit Spitzenpolitikern zur Bundestagswahl den Bayerischen Kinder-Medien-Preis
- 2002: Emil – Hauptpreis (für gutes Kinderfernsehen) für „logo! Extra: Nie wieder Krieg! Kinder in Sierra Leone“
- 2004: Kindersoldaten2 (Redaktion: Siv Brit Kühl) vom 12. Februar 2004 den Journalistenpreis „Zukunft für Kinder“.[7]
- 2009: Das erste logo!-Videoblog anlässlich der US-Präsidentschaftswahlen aus den USA wird mit dem Neue-Medien-Preis der RIAS Berlin Kommission ausgezeichnet.
- 2010: Deutscher Fernsehpreis in der Kategorie Beste Information
- 2011: „logo! extra: Haiti – Nach dem Beben“ Auszeichnung der Reportagereihe mit dem CIAK Junior Prize
- 2012: EMIL-Preis in der Kategorie Beste Internetseite für Kinder
- 2014: „Gute Sprache 2014“ der dgs
- 2014: Preis für herausragenden Wirtschaftsjournalismus der Friedrich und Isabel Vogel-Stiftung für das ZDFtivi-Modul „logo! – Wie geht Wirtschaft?“ von Ann-Cathrin Hoffmann und Livia Reidt
- 2015: Goldene Taube
- 2016: digita für den Internetschwerpunkt „Flucht nach Europa“ in der Kategorie „Privates Lernen über 6 Jahre“
- 2016: Youth News Exchange-Award in der Kategorie „beste Sendung“ für „logo! extra: Jennies Umwelt-Challenge“
- 2017: Gegen Vergessen – Für Demokratie
- 2019: Medienpreis der Kindernothilfe für „logo! extra: Rohingya auf der Flucht“
- 2022: Sonderpreis des Hanns-Joachim-Friedrichs-Preises für Fernsehjournalismus für „journalistische Aufklärung im besten Sinne, klar, nicht kalt“, von der auch Erwachsene profitieren[8]